# Libros de caballerías a lo divino
Los libros de caballerías a lo divino o narraciones caballerescas espirituales fueron un grupo de libros de caballerías españoles, en los cuales se trataba de inculcar los principios de la religión y de la moral, mediante el formato de las ficciones caballerescas y la utilización de diversas forma de alegoría. Algunos fueron escritos en prosa y otros en verso. Este género de libros fue iniciado en España con El caballero del Sol de Pedro Hernández de Villaumbrales, publicado en 1552. Por lo general escritos por clérigos, estos libros tuvieron escasa popularidad y no lograron rivalizar con la enorme popularidad de los libros de caballerías profanos.
En su Catálogo razonado de los libros de caballerías (1857), el erudito español Pascual de Gayangos y Arce enumeró en este género ocho obras españolas y dos portuguesas: 
1. El Libro de Caballería Celestial del Pie de la Rosa Fragante, de Jerónimo de Sampedro (Amberes, 1554)
2. La Segunda Parte de la Caballería celestial, de Jerónimo de Sampedro (Valencia, 1554).
3. Caballería cristiana, de fray Jaime de Alcalá (Alcalá de Henares, 1570).
4. Hechos del caballero de la Estrella (manuscrito), poema alegórico.
5. Batalla y triunfo del hombre contra los vicios. En el qual se declaran los maravillosos hechos del Caballero de la Clara Estrella, de Andrés de la Losa (Sevilla, 1580).
6. Primera, segunda y tercera parte del Caballero Asisio, de fray Gabriel de Mata (Bilbao, 1587). Es una vida de San Francisco de Asís, en verso. Un segundo volumen (Logroño, 1589), contiene la vida, también en verso, de San Antonio de Padua y otros cuatro santos. Fray Gabriel de Mata escribió además un poema alegórico caballeresco titulado Cantos morales.(Valladolid, 1594).
7. Historia do espantoso cavalleiro da Luz, de Francisco de Moraes Sardinha (manuscrito portugués).
8. Libro intitulado Peregrinación de la vida del hombre, puesto en batalla debajo de los trabajos que sufrió El caballero del Sol, de Pedro Hernández de Villaumbrales (Medina del Campo, 1552).
9. Historia y milicia cristiana de El Caballero Peregrino, conquistador del cielo, de fray Alonso de Soria (Cuenca, 1601).
10. Historia do peregrino de Hungria (manuscrito portugués).

A estas obras cabe añadir la Primera parte de la Crónica de don Mexiano de la Esperanza, llamado el caballero de la Fe, del presbítero Miguel Daza, que no llegó a imprimirse y cuyo manuscrito se conserva en la Biblioteca Nacional de Madrid.